# Paracamptus baikalensis
Paracamptus baikalensis är en kräftdjursart som beskrevs av Borutsky 1931. Paracamptus baikalensis ingår i släktet Paracamptus och familjen Canthocamptidae. Inga underarter finns listade i Catalogue of Life.